# Yavatmal

Yavatmaldistriktets läge i Maharashtra.

Yavatmal (यवतमाळ) är en stad i centrala Indien och är belägen i delstaten Maharashtras östra del. Den är administrativ huvudort för distriktet Yavatmal och hade 116 551 invånare vid folkräkningen 2011. Storstadsområdet, inklusive Umarsara, hade 138 303 invånare vid samma tidpunkt. Yavatmal är även huvudort för en tehsil (en kommunliknande enhet) med samma namn som staden.